# Seattle Reign
O Seattle Reign FC, é um clube profissional de futebol feminino com sede em Tacoma, Washington. A equipe compete na National Women's Soccer League (NWSL). Criado em 2012, o time é um dos oito clubes fundadores da NWSL e compete na liga desde sua primeira temporada em 2013. Liderado pela técnica inglesa Laura Harvey, o Reign FC ganhou tres NWSL Shield (quando o time termina em primeiro lugar na temporada regular) em 2014, 2015 e 2022 além de ter sido vice-campeão da liga em 2014,2015 e 2023. A equipe manda seus jogos no Lumen Field Stadium.
Entre 2012 e 2019 era propriedade do Seattle Sounders Football Club. A partir de 2020 passa a ser propriedade do Olympique Lyonnais.

## História

### Estabelecimento do time
Em novembro de 2012, foi confirmado que um time profisional de futebol feminino baseado em Seattle e pertencente à Bill Predmore, havia sido aceito na nova liga americana de futebol feminino profissional, depois batizada de National Women's Soccer League. A ex-Diretora Geral do Seattle Sounders Women e Diretora dos Times de Base do Seattle Sounders FC, Amy Carnell foi escolhida para ser a primeira Diretora Geral do novo time.

### Temporada inaugural

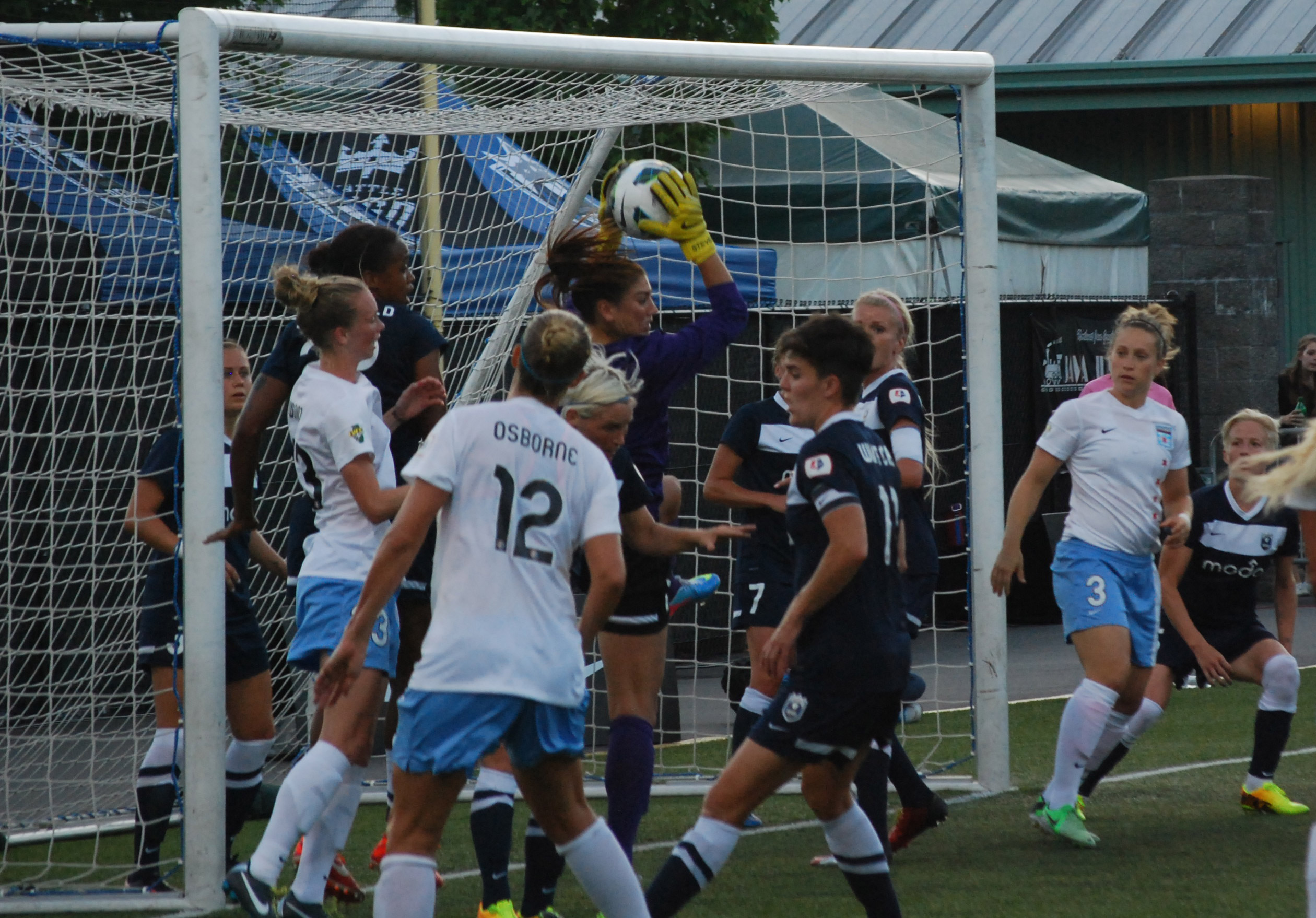
A goleira Hope Solo faz uma defesa durante uma partida contra o Chicago Red Stars em 25 de Julho de 2013 no Starfire Stadium in Tukwila, Washington.

Em 21 de dezembro de 2012, o clube anunciou Laura Harvey como a primeira treinadora do time. Harvey havia sido treinadora dos times femininos do Arsenal e do Birmingham, além de treinadora assistente das seleções femininas inglesas Sub-17, Sub-19 e Sub-23.
Em 11 de janeiro de 2013, como parte do processo de alocação de jogadoras dentro da NWSL, as jogadoras americanas Megan Rapinoe, Amy Rodriguez e Hope Solo, as canadenses Kaylyn Kyle e Emily Zurrer e as mexicanas Teresa Noyola e Jenny Ruiz foram cedidas à equipe de Seattle. Em 18 de janeiro, o clube escolheu Christine Nairn, Mallory Schaffer, Kristen Meier e Haley Kopmeyer no Draft Universitário daquele ano. Em 4 de fevereiro, foi anunciado que o time havia assinado com mais quatro jogadoras: Kate Deines, Jess Fishlock, Tiffany Cameron, e Lindsay Taylor. Em 7 de fevereiro, durante o Draft Suplementar, o time contratou mais seis jogadoras: Nikki Krzysik, Lauren Barnes, Laura Heyboer, Liz Bogus, Michelle Betos e Kaley Fountain.

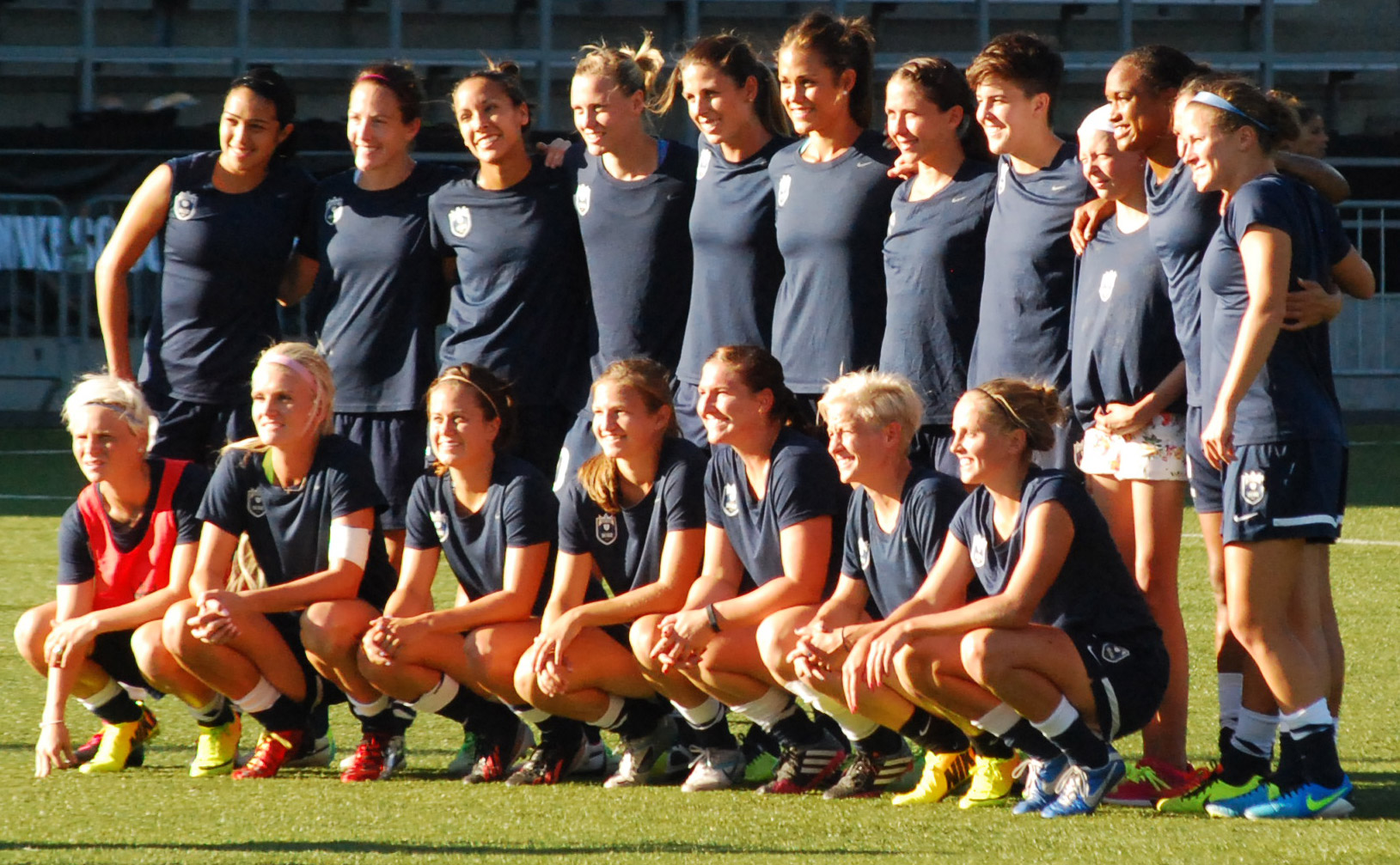
O time do Seattle Reign FC posa para uma foto antes do jogo contra o Chicago Red Stars em 25 de Julho de 2013

Durante a pré-temporada, ficou claro que o Reign ficaria sem todas as suas três jogadoras da seleção americana durante pelo menos metade da temporada. Amy Rodriguez anunciou que estava grávida de seu primeiro filho e que não iria jogar a temporada inaugural da liga. A goleira Hope Solo ficaria fora da primeira parte da temporada, se recuperando de uma cirurgia no pulso e Megan Rapinoe havia assinado com o time feminino do Lyon por seis meses e perderia ao menos 9 jogos da temporada.
O primeiro jogo oficial do Reign foi em 14 de abril de 2013 contra o Chicago Red Stars e a novata Christine Nairn foi quem marcou o primeiro gol oficial do time, abrindo o placar do jogo. O Red Stars empatou a partida na sequência e o jogo terminou em 1-1. Logo depois, o time perdeu nove partidas seguidas e esse ponto marcado em seu primeiro jogo foi o único ponto que a equipe conseguiu obter nos dez primeiros jogos da temporada. Sem as três jogadoras da seleção americana, o time tinha claras dificuldades para vencer suas partidas, apesar de não ter perdido nenhum jogo por uma grande margem de gols.
Em junho de 2013, Laura Harvey começou a fazer algumas trocas no elenco e a contratar jogadoras internacionais. Com a chegada das novas contratadas e o retorno de Solo e Rapinoe, o time começou a entrar nos eixos e em 23 de junho conseguiu um empate por 1-1 contra o Western New York Flash. O primeiro ponto marcado pelo time em mais de dois meses. A partida iria iniciar uma sequência de seis jogos sem derrotas, acumulando dois empates e quatro vitórias. Após perder para os rivais Portland Thorns FC no último jogo da temporada regular, o Reign terminou sua participação na temporada inaugural da liga em sétimo lugar, com 5 vitórias, 14 derrotas e 3 empates.

### Temporada de 2014
Durante a temporada de 2014, o Reign bateu o recorde da liga de mais partidas sem uma derrota, ao ficar 16 jogos sem ser derrotado uma vez sequer. A sequência só terminou na décima sétima rodada da temporada, quando em 12 de julho de 2014, o Reign perdeu por 1-0 para o Chicago Red Stars. O time terminou a temporada regular em primeiro lugar com 54 pontos e ganhou o primeiro NWSL Shield de sua história. Depois de derrotar o Washington Spirit por 2-1 na semifinal o time acabou perdendo pelo mesmo placar para o FC Kansas City na grande final. Devido à ótima campanha, ao final da temporada o time recebeu diversos dos prêmios da liga. Kim Little ganhou a "Chuteira de Ouro" e o prêmio de "Melhor Jogadora do Ano" (MVP). Laura Harvey foi escolhida como "Melhor Técnica" do ano e Kendall Fletcher, Jess Fishlock, Little and Nahomi Kawasumi foram incluídas na "Seleção do Ano" (NWSL Best XI), enquanto Hope Solo e as defensoras Lauren Barnes e Stephanie Cox foram escolhidas para a "Segunda Seleção do Ano" (NWSL Second XI).

### Temporada de 2015
O Reign terminou a temporada regular de 2015 novamente em primeiro lugar, ganhando o segundo NWSL Shield de sua história. Após derrotar novamente o Washington Spirit na semifinal por 3-0, o time foi outra vez derrotado na grande final pelo FC Kansas City, dessa vez pelo placar mínimo de 1-0. O time de Kansas se sagrou assim bicampeão da liga. Devido à performance destacada durante toda temporada o Reign abocanhou diversos dos prêmios da liga. Além das indicações de Kim Little, Jess Fishlock e Beverly Yanez para "Melhor Jogadora do Ano" e Lauren Barnes e Kendall Fletcher para "Melhor Defensora do Ano", o clube efetivamente ganhou o prêmio de "Melhor Treinadora do Ano", dado à Laura Harvey pela segunda temporada consecutiva. Além disso, Barnes, Little, Yanez e Fishlock foram incluídas na "Seleção do Ano" (NWSL Best XI team), enquanto Kendall Fletcher, Stephanie Cox, Megan Rapinoe e Keelin Winters foram incluídas na "Segunda Seleção do Ano" (Second XI team).

### Temporada de 2016
O Reign terminou a temporada de 2016 em quinto lugar com 8 vitórias, 6 derrotas e 8 empates, não se classificando para os play-offs por apenas dois pontos. A temporada foi complicada para o time devido ao fato de inúmeras jogadoras não estarem disponíveis para jogar principalmente durante o início da temporada devido à contusões. As baixas incluíram Manon Melis, Jess Fishlock e Megan Rapinoe. No início de julho, Nahomi Kawasumi retornou ao clube marcando dois gols em sua partida de reestreia. No mesmo mês, Rachel Corsie e Haley Kopmeyer sofreram contusões em um jogo contra o Western New York Flash que foi jogado em um campo de beisebol, o que gerou enorme controvérsia. O time também sofreu com as mudanças no calendário promovidas pela liga.
No final de julho, o Reign sofreu outra baixa. A goleira da seleção americana Hope Solo, anunciou que se ausentaria do resto da temporada depois de ser suspensa pela Federação de Futebol dos Estados Unidos. Em setembro, a capitã do time, Keelin Winters, anunciou sua aposentadoria após o fim da temporada. Em 17 de outubro, Kim Little anunciou deixaria o time e voltaria para o Arsenal. A treinadora, Laura Harvey disse que a jogadora havia recebido uma "oferta incrível" de um contrato de muitos anos com o Arsenal, mas não deu mais detalhes.

### Temporada de 2017
O Reign terminou a temporada regular de 2017 em quinto lugar com 9 vitórias, 7 empates, 8 derrotas e 34 pontos. O time ficou quatro pontos atrás do Chicago Red Stars, último time a se classificar para os play-offs. Em novembro de 2017, Laura Harvey deixou o cargo de treinadora do time. Pouco tempo depois, Vlatko Andonovski foi anunciado como novo treinador da equipe.

## Nome, escudo e cores do time
Em 19 de dezembro de 2012, o nome e o escudo do time foram revelados. As cores do time foram anunciadas como sendo branco, platina, azul e preto. O nome do clube foi escolhido em parte como uma homenagem ao primeiro time esportivo profissional feminino a ser fundado em Seattle, o Seattle Reign, um time de basquete que existiu entre 1996 e 1998 e jogou na extinta American Basketball League. Esse time de basquete por sua vez, foi batizado em homenagem ao seu local de origem, o Condado de King em Washington e como um trocadilho fazendo alusão ao clima chuvoso de Seattle.

## Patrocinador
Em abril de 2013, Moda Health foi anunciada com patrocinadora do clube. A companhia se manteve como patrocidora até o fim da temporada de 2015, quando o Reign assinou um acordo de patrocínio com a Microsoft. Como parte do acordo, a equipe também usa tecnologia da Microsoft dentro e fora do campo.
| Período   | Fabricante do uniforme | Patrocinador |
| --------- | ---------------------- | ------------ |
| 2013–2015 | Nike                   | Moda Health  |
| 2016–2018 | Nike                   | Microsoft    |
| 2019–     | Nike                   | Zulily       |

## Ano a ano
| Temporada | Temporada regular da NWSL | Temporada regular da NWSL | Temporada regular da NWSL | Temporada regular da NWSL | Temporada regular da NWSL | Temporada regular da NWSL | Temporada regular da NWSL | Posição     | Playoffs da NWSL   | Média de público | Maior público | Total de público                     |
| Temporada | J                         | V                         | D                         | E                         | GA                        | GC                        | Pts                       | Posição     | Playoffs da NWSL   | Média de público | Maior público | Total de público                     |
| --------- | ------------------------- | ------------------------- | ------------------------- | ------------------------- | ------------------------- | ------------------------- | ------------------------- | ----------- | ------------------ | ---------------- | ------------- | ------------------------------------ |
| 2013      | 22                        | 5                         | 14                        | 3                         | 22                        | 36                        | 18                        | 7°          | Não se classificou | 2,306            | 3,855         | 25,365 (11 partidas jogadas em casa) |
| 2014      | 24                        | 16                        | 2                         | 6                         | 50                        | 20                        | 54                        | NWSL Shield | Vice-campeão       | 3,632            | 5,957         | 43,581 (12 partidas jogadas em casa) |
| 2015      | 20                        | 13                        | 3                         | 4                         | 41                        | 21                        | 43                        | NWSL Shield | Vice-campeão       | 4,060            | 6,303         | 40,595 (10 partidas jogadas em casa) |
| 2016      | 20                        | 8                         | 6                         | 6                         | 29                        | 21                        | 30                        | 5°          | Não se classificou | 4,602            | 5,888         | 46,018 (10 partidas jogadas em casa) |
| 2017      | 24                        | 9                         | 8                         | 7                         | 43                        | 37                        | 34                        | 5°          | Não se classificou | 4,037            | 6,041         | 48,449 (12 partidas jogadas em casa) |

## Estádio

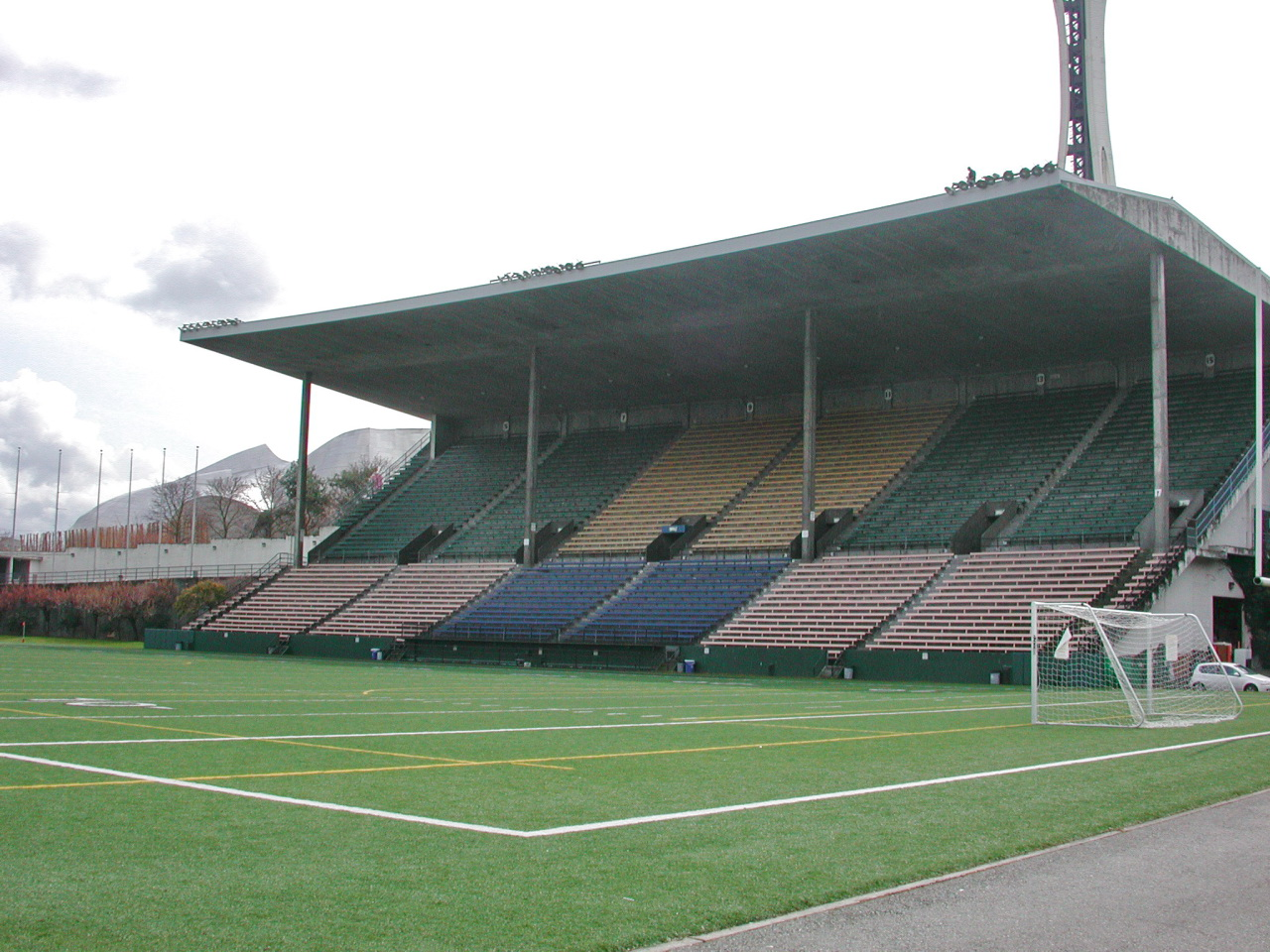
Memorial Stadium, a "casa" do Seattle Reign

Durante a temporada inaugural da NWSL, o Reign mandou seus jogos no "Starfire Sports Stadium" em Tukwila, Washington. O estádio está localizado à cerca de 12Kms de distância do centro de Seattle e é usado como local de treino pelo Seattle Sounders FC, além de ser onde o time manda seus jogos da Lamar Hunt U.S. Open Cup. Com capacidade para 4,500 espectadores, o estádio possui sistema de som e cabines para imprensa.
Em fevereiro de 2014, foi anunciado que para as temporadas de 2014 e 2015, o time estaria se mudando para o Memorial Stadium, que fica localizado no Seattle Center. A equipe, no entanto, escolheu continuar jogando no local por mais do que duas temporadas apenas. O estádio utiliza grama artificial que foi instalada em 2013 e possui capacidade para 12,000 espectadores, contudo para a temporada de 2014, apenas 6,000 lugares foram postos à venda por jogo. O estádio já foi a casa do Seattle Sounders entre 1974 e 1975, quando o time jogava a North American Soccer League e em 1995 quando um nova versão do time jogou a A-League.
No final de 2017, o futuro do time em Seattle depois de 2018 foi visto como incerto devido à problemas com o Memorial Stadium. O local não cumpre as regras da liga quanto ao tipo de campo de jogo que entrarão em vigor em 2019. Além disso, o estádio pertence ao Distrito Escolar de Seattle e a organização anunciou planos para construir uma nova escola naquela área da cidade com o estádio sendo o local mais provável da obra. Além disso, o Reign parece não ter nenhuma opção viável para substituir o Memorial Stadium. A equipe acabaria se mudando para o Cheney Stadium em Tacoma, a partir da temporada de 2019.

## Torcida
O primeiro grupo de torcedores organizados formado em apoio ao Seattle Reign foi o "Royal Guard". Fundado por Matt Banks e Kiana Coleman em abril de 2013, eles se tornaram o primeiro grupo de torcedores profissionais de um time feminino na história do estado de Washington. As outras torcidas organizadas do time são: Fortune's Favourites e Queen Anne Collective.

## Rivalidades
Assim como o Seattle Sounders FC e sua rivalidade com o Portland Timbers, o Reign também cultiva uma longa rivalidade regional com o Portland Thorns FC. Em maio de 2015, uma partida entre os dois times em Portland estabeleceu o novo recorde de público da liga, com 21,144 torcedores comparecendo ao estádio.
Depois de perderem duas finais seguidas para o FC Kansas City em 2014 e 2015, após terem terminado a temporada regular em primeiro lugar, o Reign também considerava o time de Kansas como seu rival. Contudo, a equipe deixou de existir depois da temporada de 2017 e o ex-técnico do FC Kansas City, Vlatko Andonovski, agora é técnico do Reign.

## Donos e diretores do time
O Seattle Reign pertence à Bill e Teresa Predmore. Bill Predmore é o CEO da POP, uma agência de marketing digital baseada em Seattle. Sua esposa Teresa, jogou futebol feminino pela Universidade Estadual do Oregon e o esporte é uma de suas grandes paixões.
Antes da temporada inaugural da NWSL, Amy Carnell foi contratada como Diretora Geral do clube. Após a primeira semana da temporada regular, Carnell pediu demissão do cargo, citando "razões pessoais" e a treinadora Laura Harvey assumiu a posição, permanecendo como técnica e Diretora Geral da equipe, assim como tinha feito em sua passagem pelo time feminino do Arsenal da Inglaterra.
Após a temporada de 2017, Harvey pediu demissão de ambos os cargos que ocupava e Vlatko Andonovski assumiu o cargo de treinador da equipe. Harvey e Andonovski são os dois treinadores mais bem sucedidos da história da liga, acumulando juntos três troféus de melhor técnico do ano e quatro troféus da liga. Além disso, Andonovski foi o único que recebeu o endosso de Harvey para substituí-la como técnico do Reign.
A partir da temporada de 2018, a empresa Force 10 Sports Management, LLC passou a gerenciar a venda de ingressos e serviços para o time. A companhia também é dona e opera o Seattle Storm, um time de basquete profissional feminino que joga na WNBA.
| DG           | Período   | Ref.   |
| ------------ | --------- | ------ |
| Amy Carnell  | 2012–2013 | [ 63 ] |
| Laura Harvey | 2013–2017 | [ 63 ] |

| Treinador         | Período   | Jogos | Vitórias | Empates | Derrotas | % de vitórias | Ref.   |
| ----------------- | --------- | ----- | -------- | ------- | -------- | ------------- | ------ |
| Laura Harvey      | 2013–2017 | 110   | 51       | 26      | 33       | .464          | [ 68 ] |
| Vlatko Andonovski | 2018–2019 |       |          |         |          |               |        |

## Transmissão dos jogos
Entre 2013 e 2016, as partidas do Seattle Reign eram transmitidas por streaming pelo Bootstrapper Studios via Youtube. Os jogos eram narrados pelo Diretor de Esportes da KOMO News Radio, Tom Glasgow, com comentários de Lesle Gallimore, técnica de futebol feminino da Universidade de Washington. Durante a temporada de 2013, um número seleto de jogos foram transmitidos pela Fox Sports. Durante a temporada de 2014, várias partidas do time foram transmitidas pela ESPN.
Em março de 2015, o time se tornou uma das primeiras equipes esportivas profissionais a usar a recém lançada app Periscope, para transmitir um amistoso da pré-temporada contra o time da Universidade de Portland. Em 2015, seis jogos da temporada regular da equipe e os jogos dos play-offs foram transmitidos pela Fox Soccer. A partida final da temporada entre o Reign e o FC Kansas City, bateu o recorde de audiência da liga até aquele momento, com uma média de 167,000 telespectadores assistindo ao jogo que foi transmitido pela Fox Sports 1, um aumento de 7% em comparação com a final de 2014, transmitida pela ESPN2. O recorde permaneceu até a final de 2016, quando uma média de 180,000 telespectadores assistiu a partida entre Western New York Flash e Washington Spirit.
A partir de abril de 2017, todos os jogos do Thorns são transmitidos com exclusividade para o público americano via streaming pelo Go90 e para o público internacional através do site da NWSL. Como parte do acordo de três anos entre a NWSL e a A&E Networks, o canal Lifetime transmite um jogo da liga por semana aos sábados à tarde, em um programa chamado "Jogo da Semana da NWSL". Na temporada de 2017, quatro partidas do Reign foram transmitidas nacionalmente no "Jogo da Semana" em 27 de maio, 8 de julho, 26 de agosto e 9 de setembro de 2017. Na temporada de 2018, pelo menos três partidas do clube serão transmitidas nacionalmente no "Jogo da Semana" em 5 de maio, 21 de julho, 11 de agosto de 2018.

## Jogadoras e comissão técnica

### Elenco atual
- Elenco atualizado em 16 de Julho de 2018.[80]

### Comissão Técnica
Vlatko Andonovski é o atual treinador da equipe.

## Estátisticas e recordes das jogadoras
Essas estátisticas incluem apenas jogos da temporada regular da NWSL. Jogadoras em negrito ainda jogam pelo clube. Números atualizados em 8 de novembro de 2017.
| #   | Jogadora            | Período     | Apps. | Gols |
| --- | ------------------- | ----------- | ----- | ---- |
| 1   | Lauren Barnes       | 2013–       | 107   | 2    |
| 2   | Jess Fishlock       | 2013–       | 98    | 24   |
| T3  | Beverly Yanez       | 2014–       | 83    | 21   |
| T3  | Keelin Winters      | 2013–2016   | 83    | 6    |
| 5   | Elli Reed           | 2013–2017   | 77    | 0    |
| 6   | Kiersten Dallstream | 2013–       | 65    | 1    |
| 7   | Kim Little          | 2014–2016   | 63    | 32   |
| 8   | Kendall Fletcher    | 2014–2016   | 62    | 5    |
| 9   | Merritt Mathias     | 2015–2017   | 58    | 5    |
| T10 | Megan Rapinoe       | 2013–       | 54    | 27   |
| T10 | Nahomi Kawasumi     | 2014, 2016– | 54    | 18   |

| #  | Jogadoras        | Período     | Apps. | Gols |
| -- | ---------------- | ----------- | ----- | ---- |
| 1  | Kim Little       | 2014–2016   | 63    | 32   |
| 2  | Megan Rapinoe    | 2013–       | 54    | 27   |
| 3  | Jess Fishlock    | 2013–       | 98    | 24   |
| 4  | Beverly Yanez    | 2014–       | 83    | 21   |
| 5  | Nahomi Kawasumi  | 2014, 2016– | 54    | 18   |
| 6  | Manon Melis      | 2016        | 16    | 7    |
| 7  | Keelin Winters   | 2013–2016   | 83    | 6    |
| T8 | Sydney Leroux    | 2014        | 22    | 5    |
| T8 | Merritt Mathias  | 2015–2017   | 58    | 5    |
| T8 | Kendall Fletcher | 2014–2016   | 62    | 5    |

| Ano  |               |      |
| Ano  | Jogadora      | Gols |
| ---- | ------------- | ---- |
| 2013 | Megan Rapinoe | 5    |
| 2014 | Kim Little    | 16   |
| 2015 | Kim Little    | 10   |
| 2016 | Manon Melis   | 7    |
| 2017 | Megan Rapinoe | 12   |

### Capitães
| Anos como capitã | Jogadora       | Período   | Apps. | Gols |
| ---------------- | -------------- | --------- | ----- | ---- |
| 2013–2016        | Keelin Winters | 2013–2016 | 83    | 6    |
| 2017–            | Jess Fishlock  | 2013–     | 98    | 24   |
| 2017–            | Lauren Barnes  | 2013–     | 107   | 2    |